# مغربي في فلسطين: أشواق الرحلة المغربية
مغربي في فلسطين: أشواق الرحلة المغربية هو كتاب من تأليف الناقد والروائي المغربي أحمد المديني سنة 2020. يضم الكتاب يوميات الكاتب التي دوّنها على إثر ثلاث زيارات قام بها إلى الجزء المحرر من فلسطين والواقع تحت إدارة السلطة الفلسطينية، وهي رحلات ربيعية قام بها في أبريل من الأعوام 2014 و2016 و2017.

## وصف الكتاب
يرصد الكتاب رحلات المديني الثلاث إلى فلسطين:
- في العام 2014، حينما كان مدعواً للمشاركة في معرض فلسطين الدولي للكتاب حيث كانت المملكة المغربية ضيف شرف المعرض.
- في العام 2016، للمشاركة في الدورة التالية للمعرض ذاته.
- في العام 2017، حين كان مشاركاً في الدورة الأولى لملتقى فلسطين للرواية العربية.

## محتوى الكتاب
نظّم المديني مؤلّفه في ثلاثة أجزاء تتناول الرحلات الثلاث، مع تنويع في الأساليب السردية. جاء الجزء الأول مقسماً إلى فصول ذات عناوين ثانوية، يحتوي على رصد للتفاصيل المذهلة التي وقعت عليها عين المؤلف، من مشاهد للحدود والمستوطنات والمنازل وسكانها.
أما الجزء الثاني فبُني على أقسام مُرقّمة، تضمّن نظرة ثاقبة من الكاتب تخطّت حالة الانبهار الأولى إلى فهم أعمق للمشهد الجغرافي الفلسطيني من منظورات متعددة. يشير المؤلف إلى أنه وزملاءه بلغوا درجة التشبّع من زيارة المقامات المقدسة، واحتاجوا للخروج واستنشاق الهواء الطلق بعيداً عن ظلمة المزارات والكنائس، وصلابة البناء الكنسي، وهيمنة الشعائر التي تسمو بك نحو العلاء وتزيد من إدراكك للسماء أكثر من ربطك بالأرض وما فيها من متع وهموم. إلا أن هذه الأماكن حمّلتهم أيضاً عبء التاريخ العريق والحقب الماضية التي توالت على هذه البقعة.
اتخذ الجزء الثالث صيغة مذكرات يومية مؤرّخة تحديداً في نيسان 2017. تطرّق هذا الجزء إلى الواقع الإنساني للفلسطينيين وصلاتهم بالآخرين، فتحوّلت الصورة النمطية السائدة عن الفلسطيني من المناضل والمقاوم إلى إنسان عاشق للحياة ومتفاعل معها.

## الشخصيات
الراوي (المغربي المسافر): يمثل الكاتب نفسه، وهو الشخصية المحورية في الرواية.
الفلسطينيون الذين يلتقي بهم الراوي: مجموعة من الشخصيات التي تمثل الشعب الفلسطيني في مختلف أوضاعه.
- الأدوار:
  - الشخصيات العامة: يظهر الفلسطينيون العاديون الذين يلتقي بهم الراوي في الأسواق، الشوارع، والمقاهي.
  - الشخصيات المثقفة: مثقفون وأدباء فلسطينيون يناقشون مع الراوي قضايا الثقافة والنضال.[2]

## اقتباسات
ومن مجمل ما وصف به المديني الفلسطيني ما يلي "عند اللقاء بالفلسطيني يُصبح الأمر لدى البعض كأنه اكتشاف لكائنات ما قبل التاريخ من كواكب غرائبية، بالتباكي وغنة التعاطف، شأن قراءة النص الأدبي الفلسطيني، الذي عومل بـ(الحب القاسي) حسب عبارة درويش. نعم، ليس من رأى كمن سمع، لذا لا يوجد ما يمنع من التساؤل إذا ما كانت قضية الشعب الفلسطيني تتراجع في وعي وضمير النخبة العربية، المثقفة والسياسية، وبالتالي فهي تحتاج إلى من يهزها لتستعيد رجحانها في وعينا القومي (...) الفلسطيني من قبل ومن بعد، إنسان يا بني أمّتي.. يأكل الطعام ويمشي في الأسواق. يحبّ، أي نعم، ما أجمل الفلسطينيات وأفتك غنجهنّ. يغضب. يصلي فأرضه مقدسة. يشرب فدم المسيح نبيذ. شجاع. أبيّ. كريم. ذكي. وفيه البائع والشاري ككلّ البشر، فلا تعجب.  جاء في خاتمة كتاب المديني ما يلي: 
"ليس سهلاً أن تعيش فلسطينياً وأنت في أرضك، ما تبقى منها، الممنوح، أو المتاح، المراقب وأنت فيه. هي سماؤك. للتراب والبيّارات ولحاء الأشجار وجدران البيوت القديمة لون بشرتك، لكن عليك أن تخرج هويتك في أي لحظة لتثبت أنك أنت ولن تثبت. اليهودي القادم من أصقاع الدنيا كلها هو من له الحق "الشرعي" في منحك الاسم والصفة والوضع القانوني لإقامتك أو إبعادك، حتى لو كنتَ حفيد المسيح أو جدّك هو من بنى المسجد الأقصى. يريدون الفلسطيني حلزوناً يُملى عليه، بمعنى أن يدور في حلقات في الدائرة الواحدة ليصل إلى بيته.. لا تكن حلزوناً، صر نملة تدبّ، سحلية، وإن استطعت جرذاً تحفر تحت الأسلاك والحيطان عالية الأمتار.. ستتعلم، وأنت الفلسطيني أن تمشي في المتاهة، في بلد قُصقِص وفُصّل ليتبعثر فيه جسد الشعب بل الفرد أطرافاً، أنت تمشي غالباً بين سياجات الأسلاك، وما خلفها أرضك، كانت، يميناً وشمالاً، تمشي في الوسط بينهما، في ركن الزاوية، في قمم مرتفع، عند منحدر، ليخرج لك الجندي الإسرائيلي كالجن، يدخل في لحمك، عظمك، يسبح في مدك، هه: من أنت؟ الغريب أن تستغرب. الفلسطيني لا يستغرب، كَفّ عن الهراء، لا قِبَل له بهذا الترف (...) كي تكون فلسطينياً، وضعك الطبيعي أنك غريب، منفي في بلدك، تعيش تحت الاحتلال ولا تستسلم، تحيا وترفض أن تموت، تعشق وتحزن، وإن كنت تعيش في أرض الشتات تعود أخيراً لتسلم الروح في وطنك، وكذلك أنا سأعود، أعود، أبداً نعود."

## جوائز
- فاز الكتاب بجائزة ابن بطوطة لأدب الرحلة في دورتها الثامنة عشرة للعام 2020، والتي يمنحها «المركز العربي للأدب الجغرافي-ارتياد الآفاق».[5][6]
- جائزة محمد الزفزاف للرواية  العربية عام 2018[7]

## وصلات خارجية
- مغربي في فلسطين.. أحمد المديني يرتاد الآفاق مسلحا بالأشواق